# Стюарт, Иэн (математик)
Иэн Николас Стюарт FRS, CMath, FIMA (англ. Ian Nicholas Stewart; 24 сентября 1945 года) — британский математик, популяризатор науки и писатель-фантаст. Эмерит-профессор Уорикского университа.

## Ранние годы и образование
Родился в 1945 году в Англии. В шестом классе средней школы учитель математики заметил выдающиеся способности мальчика и предложил ему сдать без подготовки экзамен повышенной сложности. Стюарт согласился и занял первое место в классе. Получил стипендию на обучение в Кембридже, в Черчилль-колледже, где он изучал математику и получил степень бакалавра искусств по этой специальности. Затем поступил в аспирантуру университета Уорик, где получил степень доктора философии в области алгебр Ли под руководством известного математика Брайана Хартли (1969).

## Научная работа
После защиты диссертации получил должность научного сотрудника в Уорикском университете. Получил известность своими научно-популярными статьями по математике, а также вкладом в теорию катастроф
Работая в Уорике, редактировал математический журнал Manifold. В течение десяти лет (с 1991 по 2001) вел колонку «Математические досуги» в журнале Scientific American. Это стало продолжением работы таких известных популяризаторов математики, как Мартин Гарднер, Дуглас Хофштадтер и А.К. Дьюдни. В общей сложности Стюарт написал 96 колонок, которые были затем переизданы в виде книг.
Работал приглашенным профессором в Германии (1974), Новой Зеландии (1976) и США (Университет штата Коннектикут 1977-78, (Хьюстонский университет 1983-84).
Опубликовал более 140 научных работ, включая ряд влиятельных работ в соавторстве с биологом Дж. Коллинзом о применении теории осцилляторов и симметрии к изучению движения животных.
В соавторстве с биологом Дж. Коэном и писателем Терри Пратчеттом написал четыре научно-популярных книги о Плоском мире Пратчетта. В 1999 году Терри Пратчетт присвоил Стюарту и Коэну звание «Почетный волшебник Незримого университета». На этой же церемонии Уорикский университет присвоил Терри Пратчетту почетную ученую степень.
Отмечен AAAS Public Engagement with Science Award (2001).
В марте 2014 года вышло приложение для iPad — Incredible Numbers by Professor Ian Stewart.

## Личная жизнь
В 1970 году вступил в брак со своей нынешней женой Аврил; у них двое сыновей. Увлекается научной фантастикой, живописью, игрой на гитаре, разведением аквариумных рыбок, геологией, египтологией и подводным плаванием.

## Основные труды

### Научно-популярные работы
- Manifold, mathematical magazine published at the University of Warwick (1960s)
- Nut-crackers: Puzzles and Games to Boggle the Mind (Piccolo Books) with John Jaworski, 1971. ISBN 978-0-330-02795-3
- Concepts of Modern Mathematics (1975, имеется перевод «Концепции современной математики», Мн., Вышэйшая школа, 1980)
- Oh! Catastrophe (1982, in French, имеется русский перевод «Тайны катастрофы», 1987)
- Does God Play Dice? The New Mathematics of Chaos (1989)[15], имеется неофициальный русский перевод
- Game, Set and Math (1991)
- Fearful Symmetry (1992)
- Another Fine Math You’ve Got Me Into (1992)
- The Collapse of Chaos: Discovering Simplicity in a Complex World, with Jack Cohen (1995)
- Nature’s Numbers: Unreal Reality of Mathematics (1995)
- What is Mathematics? — originally by Richard Courant and Herbert Robbins, second edition revised by Ian Stewart (1996)
- From Here to Infinity (1996), originally published as The Problems of Mathematics (1987)
- Figments of Reality, with Jack Cohen (1997)
- The Magical Maze: Seeing the World Through Mathematical Eyes (1998) ISBN 0-471-35065-6Ну
- Life’s Other Secret (1998)
- What Shape is a Snowflake? (2001)
- Flatterland (2001) ISBN 0-7382-0442-0 (See Flatland)
- The Annotated Flatland (2002)
- Evolving the Alien: The Science of Extraterrestrial Life, with Jack Cohen (2002). Second edition published as What Does a Martian Look Like? The Science of Extraterrestrial Life.
- Math Hysteria (2004) ISBN 0-19-861336-9
- The Mayor of Uglyville’s Dilemma (2005)
- Letters to a Young Mathematician (2006) ISBN 0-465-08231-9
- How to Cut a Cake: And Other Mathematical Conundrums (2006) ISBN 978-0-19-920590-5
- Why Beauty Is Truth: A History of Symmetry (2007) ISBN 0-465-08236-X
- Professor Stewart’s Cabinet of Mathematical Curiosities (2008) ISBN 1-84668-064-6
- Professor Stewart’s Hoard of Mathematical Treasures: Another Drawer from the Cabinet of Curiosities (2009) ISBN 978-1-84668-292-6
- Cows in the Maze: And Other Mathematical Explorations (2010) ISBN 978-0-19-956207-7
- The Mathematics of Life (2011) ISBN 978-0-465-02238-0
- In Pursuit of the Unknown: 17 Equations That Changed the World (2012) ISBN 978-1-84668-531-6
- Symmetry: A Very Short Introduction (2013) ISBN 978-0-19965-198-6
- Visions of Infinity: The Great Mathematical Problems (2013) ISBN 978-0-46502-240-3
- Incredible Numbers by Professor Ian Stewart (iPad app) (2014)
- Calculating the Cosmos: How Mathematics Unveils the Universe (2016) ISBN 978-1781257180 (переведена на русский:

#### Русские переводы
- Стюарт Я. Укрощение бесконечности. История математики от первых чисел до теории хаоса (2008) ISBN 978-1847241818
- Стюарт И. Истина и красота. Всемирная история симметрии. = Stewart Ian. Why Beauty is Truth. A History of Symmetry. — Астрель, 2012. — 461 p. — ISBN 978-5-271-27178-6.)
- Стюарт Я. Величайшие математические задачи = The great mathematical problems. / пер. с англ. [Натальи Лисовой]. — М. : Династия : АНФ, 2015. — 459 с. : ил., табл. — ISBN 978-5-91671-318-3
- Иэн Стюарт. Значимые фигуры. Жизнь и открытия великих математиков = Stuart Ian. Significant Figures: Lives and Works of Trailblazing Mathematicians. — М.: Альпина Нон-фикшн, 2018. — 446 с. — ISBN 978-5-91671-946-8.
- Иэн Стюарт. Математика космоса. Как современная наука расшифровывает Вселенную. = Stewart Ian. Calculating the Cosmos: How Mathematics Unveils the Universe. — Альпина Паблишер, 2018. — 542 p. — ISBN 978-5-91671-814-0.)
- Стюарт Я. Случайный Бог или божественная случайность. Математика неопределенности =Do Dice Play God? The Mathematics of Uncertainty. М: Издательство «Лаборатория знаний», 2021 (Серия «Universum»). ISBN 978-5-00101-321-1.

### Наука «Плоского мира»
- The Science of Discworld, with Jack Cohen and Terry Pratchett
- The Science of Discworld II: The Globe, with Jack Cohen and Terry Pratchett
- The Science of Discworld III: Darwin's Watch, with Jack Cohen and Terry Pratchett
- The Science of Discworld IV: Judgement Day, with Jack Cohen and Terry Pratchett

### Учебники
- Catastrophe Theory and its Applications, with Tim Poston, Pitman, 1978. ISBN 0-273-01029-8.
- Complex Analysis: The Hitchhiker’s Guide to the Plane, I. Stewart, D Tall. 1983 ISBN 0-521-24513-3
- Algebraic number theory and Fermat’s last theorem, 3rd Edition, I. Stewart, D Tall. A. K. Peters (2002) ISBN 1-56881-119-5
- Galois Theory, 3rd Edition, Chapman and Hall (2000) ISBN 1-58488-393-6 Galois Theory Errata
- The Foundations of Mathematics, 2nd Edition, I. Stewart, D Tall. (2015) ISBN 978-019870-643-4

### Научная фантастика
- Wheelers[англ.] в соавторстве с Дж. Коэном.
- Heaven[англ.] в соавторстве с Дж. Коэном ISBN 0-446-52983-4, 2004

### Наука и математика
- Stewart, I. Mathematics: Some assembly needed (англ.) // Nature. — 2007. — Vol. 448, no. 7152. — P. 419—419. — doi:10.1038/448419a. — PMID 17653179.
- Stewart, I. Still light-years away from articulating the infinite (англ.) // Nature : journal. — 2006. — Vol. 441, no. 7095. — P. 812—812. — doi:10.1038/441812e. — PMID 16778864.
- Stewart, I. Schrödinger's mousetrap (англ.) // Nature. — 2005. — Vol. 433, no. 7023. — P. 200—201. — doi:10.1038/433200a. — PMID 15662394.
- Stewart, I. Nonlinear dynamics:  Quantizing the classical cat (англ.) // Nature. — 2004. — Vol. 430, no. 7001. — P. 731—732. — doi:10.1038/430731a. — PMID 15306790.
- Stewart, I. Networking opportunity (англ.) // Nature. — 2004. — Vol. 427, no. 6975. — P. 601—604. — doi:10.1038/427601a. — PMID 14961110.
- Stewart, I. Mathematics: The 24-dimensional greengrocer (англ.) // Nature. — 2003. — Vol. 424, no. 6951. — P. 895—896. — doi:10.1038/424895a. — PMID 12931173.
- Stewart, I. Mathematics: Conjuring with conjectures (англ.) // Nature. — 2003. — Vol. 423, no. 6936. — P. 124—127. — doi:10.1038/423124a. — PMID 12736663.
- Stewart, I. Mathematics: Regime change in meteorology (англ.) // Nature. — 2003. — Vol. 422, no. 6932. — P. 571—573. — doi:10.1038/422571a. — PMID 12686981.